# Civium Causa
Civium Causa is een Latijnse uitdrukking, die afhankelijk van het perspectief, verschillende betekenissen heeft:
- In het Latijn van de oudheid: "een kwestie onder krijgers"
- In het Latijn van de nieuwe tijd:  "omwille van de burgers"

Tussen die twee lezingen speelt zich de receptiegeschiedenis af van het Romeins recht: de civiele rechten tussen wapenbroeders in de Romeinse legers die doorheen de geschiedenis evolueerden tot private rechten onder burgers.